# Reiya Sakata
Reiya Sakata (japanisch 阪田 澪哉 Sakata Reiya; * 11. Mai 2004 in der Präfektur Kyōto) ist ein japanischer Fußballspieler.

## Karriere
Reiya Sakata erlernte das Fußballspielen in den Jugendmannschaften vom Katsurazaka SC und dem Uji FC sowie in der Schulmannschaft der Higashiyama High School. Seinen ersten Vertrag unterschrieb er am 1. Februar 2023 bei Cerezo Osaka. Der Verein aus Osaka, einer Stadt in der gleichnamigen Präfektur, spielt in der ersten japanischen Liga. Sein Erstligadebüt gab Reiya Sakata am 9. April 2023 (7. Spieltag) im Heimspiel gegen Hokkaido Consadole Sapporo. Bei der 2:3-Heimniederlage wurde er in der 80. Minute für den Brasilianer Capixaba eingewechselt.